# Dobřív
Dobřív település Csehországban, Rokycanyi járásban. Dobřív Medový Újezd, Kamenný Újezd, Svojkovice, Rokycany, Mirošov, Strašice, Hrádek és Hůrky településekkel határos. Lakosainak száma 1366 fő (2024. január 1.).

## Népesség
A település lakosságának változását az alábbi diagram mutatja:
| Lakosok száma | 1255 | 1615 | 1364 | 1508 | 999  | 1226 | 1279 | 1290 | 1297 | 1366 |
|               | 1869 | 1900 | 1921 | 1961 | 1980 | 2011 | 2016 | 2019 | 2021 | 2024 |